# Di-ethylether
Di-ethylether of ethoxyethaan (vaak kortweg gewoon ether genoemd) is een organische verbinding, behorende tot de ethers, met als brutoformule C4H10O. De stof komt voor als een zeer vluchtige en ontvlambare vloeistof die bij 34,6 °C kookt. Het wordt in de organische chemie zeer veel gebruikt, hoofdzakelijk als oplosmiddel.

## Geschiedenis
Men neemt aan dat de alchemist Ramon Llull deze verbinding voor het eerst ontdekt heeft in 1275. Het werd eerst synthetisch geproduceerd door Valerius Cordus, uit ethanol en zwavelzuur. De verdovende werking werd ontdekt door Theophrastus Bombastus von Hohenheim, beter bekend als Paracelsus. In 1730 gaf Frobenius de verbinding de naam ether.
De Amerikaan Crawford Williamson Long was in 1842 de eerste die de stof als anestheticum gebruikte, maar hij publiceerde zijn ervaringen aanvankelijk niet.
De eerste succesvolle demonstratie voor een uitgenodigd publiek vond plaats op 16 oktober 1846 in Boston onder leiding van de tandarts William Morton. Anesthesie met distikstofmonoxide was twee jaar tevoren al gedemonstreerd, en chloroform zou kort nadien (1847) geïntroduceerd worden en lange tijd populairder blijven. Toch bleef ether een belangrijk anestheticum tot aan de introductie van halothaan in 1956.

## Synthese
Di-ethylether kan uit een condensatiereactie van ethanol met zwavelzuur bereid worden. Hierbij ontstaat in eerste instantie ethylsulfaat:
{\displaystyle {\ce {C2H5OH + H2SO4 -> C2H6SO4 + H2O}}}
Dit alkylsulfaat wordt met een tweede equivalent ethanol omgezet tot di-ethylether, waarbij zwavelzuur hervormd wordt:
{\displaystyle {\ce {C2H6SO4 + C2H5OH -> C4H10O + H2SO4}}}
Di-ethylether ontstaat ook als nevenproduct bij de behandeling van etheen met zwavelzuur ter bereiding van ethanol. Als eerste reactieproduct wordt hier ook ethylsulfaat gevormd:
{\displaystyle {\ce {H2C=CH2 + H2SO4 -> C2H6SO4}}}
Dit sulfaat kan gehydrolyseerd worden tot ethanol. Het ontstane ethanol kan echter ook opnieuw reageren met het ethylsulfaat tot di-ethylether.
Een derde synthesemethode is de Williamson-ethersynthese tussen natriumethoxide en joodethaan:
{\displaystyle {\ce {C2H5ONa + C2H5I -> C4H10O + NaI}}}

## Eigenschappen
Di-ethylether is een vluchtige vloeistof. De mengsels van de damp met lucht zijn ontplofbaar en de damp is zwaarder dan lucht. Bovendien kan di-ethylether langzaam met zuurstofgas reageren waardoor er instabiele en explosieve peroxiden ontstaan. Dit vindt plaats middels een radicalair proces onder invloed van licht. Daarom moet di-ethylether steeds zo veel mogelijk lucht- en lichtdicht worden bewaard. Om de vorming van peroxiden te vermijden kan di-ethylether op kaliumhydroxide-pellets bewaard worden, omdat hierbij kaliumperoxide wordt gevormd.
Toch moet steeds gecontroleerd worden of er zich geen peroxiden hebben gevormd. Met name bij een destillatie is controle zeer gewenst, aangezien eventuele peroxiden in droge toestand kunnen exploderen. De controle op aanwezigheid van peroxiden geschiedt door een kleine hoeveelheid kaliumjodide toe te voegen. Indien zich een bruine kleur vormt, dan wijst dit op oxidatie van jodide naar di-jood door peroxiden. De aanwezige peroxiden kunnen vervolgens worden vernietigd door toevoegen van een ijzer(II)-zout, zoals ijzer(II)chloride.
Om veiligheidsredenen wordt di-ethylether meestal vervangen door minder oxidatiegevoelige alternatieven, zoals methyl-tert-butylether (MTBE).

## Toepassingen

### Oplosmiddel
Di-ethylether wordt veel als organisch oplosmiddel gebruikt. Zo kan men een inert reactiemilieu creëren. Di-ethylether is niet in alle verhoudingen met water mengbaar. De oplosbaarheid van di-ethylether in waterige oplossingen wordt sterk beïnvloed door de pH van de oplossing. In zuur milieu (lage pH) is de stof veel beter in water oplosbaar.
Met name bij organometaalreacties wordt di-ethylether vaak als oplosmiddel gebruikt, omdat het een watervrije omgeving kan creëren. Ook bij vloeistof-vloeistof-extracties wordt di-ethylether aangewend als organische fase. Op industriële schaal wordt di-ethylether bijna niet meer gebruikt, wegens het gevaar van peroxide-vorming.

### Anestheticum

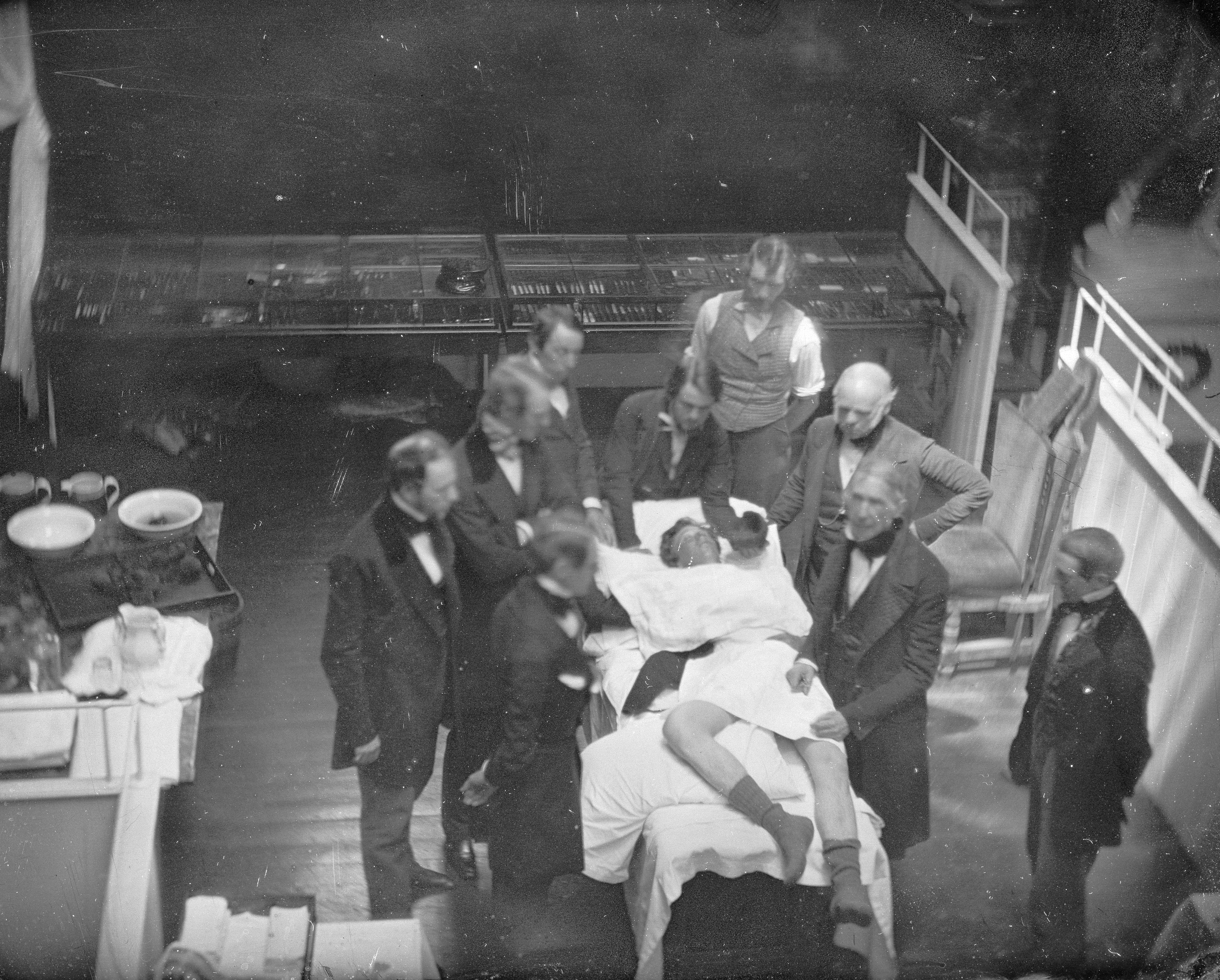
De eerste operatie met ether, 1847

Di-ethylether werd vroeger gebruikt als anestheticum. Omdat di-ethylether zo goedkoop is en er geen dure apparatuur nodig is om het toe te dienen, wordt het (op steeds beperktere schaal) nog wel in ontwikkelingslanden gebruikt. Het wordt ook als ontsmettingsmiddel gebruikt, ten onrechte, want de antiseptische werking is nihil. Omdat het vaak in ziekenhuizen gebruikt wordt, roept de geur ervan bij de meeste mensen onmiddellijk associaties hiermee op, de geur staat bekend als ziekenhuislucht.
Di-ethylether induceert goede pijnonderdrukking en spierverslapping, blokkeert synaptische transmissie van de zintuigzenuwen en veroorzaakt daarbij slechts een geringe onderdrukking van autonome functies zoals ademhaling en hartritme. Het deelt die goede eigenschappen met andere ethers, maar die hebben dan weer de nadelen van groter explosiegevaar en/of levertoxiciteit.
Een belangrijk nadeel van alle ethers als modern gasvormig anestheticum is dat zich bij de opslag spontaan onzuiverheden vormen in de vorm van peroxiden, zuren en aldehyden. Specifiek voor di-ethylether, dat met behulp van ethylalcohol en zwavelzuur wordt bereid, is het overblijven van sporen van water, zuurstof en alcohol; alle drie die reagentia bevorderen de vorming van peroxiden, aldehyden en zuren. Di-ethylether moet daarom donker, koel en goed afgesloten bewaard worden. Voor anesthetische toepassingen worden vaak verkoperde metalen flessen gebruikt omdat het koper nog verschillende dagen na de eerste opening de oxidatie en de vorming van onzuiverheden afremt.
Een ander nadeel van het gebruik van di-ethylether bij operaties is dat elektrocauterisatie dan niet mogelijk is vanwege de brandbaarheid van de dampen.

### Starthulp voor verbrandingsmotoren
Ether is ook een belangrijk bestanddeel in sprays die worden gebruikt om motoren te starten. Merknamen als "Start Pilote" worden hierbij gevoerd voor spuitbussen. Als deze brandbare stof in de inlaat wordt gespoten, is de kans hoger dat de motor aanslaat.